# Халлайн
Ха́лляйн (нем. Hallein) — город, окружной центр в Австрии, в федеральной земле Зальцбург.
Входит в состав округа Халлайн. Население составляет 19 013 человек (на 31 декабря 2005 года). Занимает площадь 26,98 км². Официальный код — 5 02 05.

## Политическая ситуация
Бургомистр коммуны — Христиан Штёкль (АНП) по результатам выборов 2004 года.
Совет представителей коммуны (нем. Gemeinderat) состоит из 25 мест.
- АНП занимает 11 мест.
- СДПА занимает 10 мест.
- местный блок: 3 места.
- АПС занимает 1 место.

## Культура

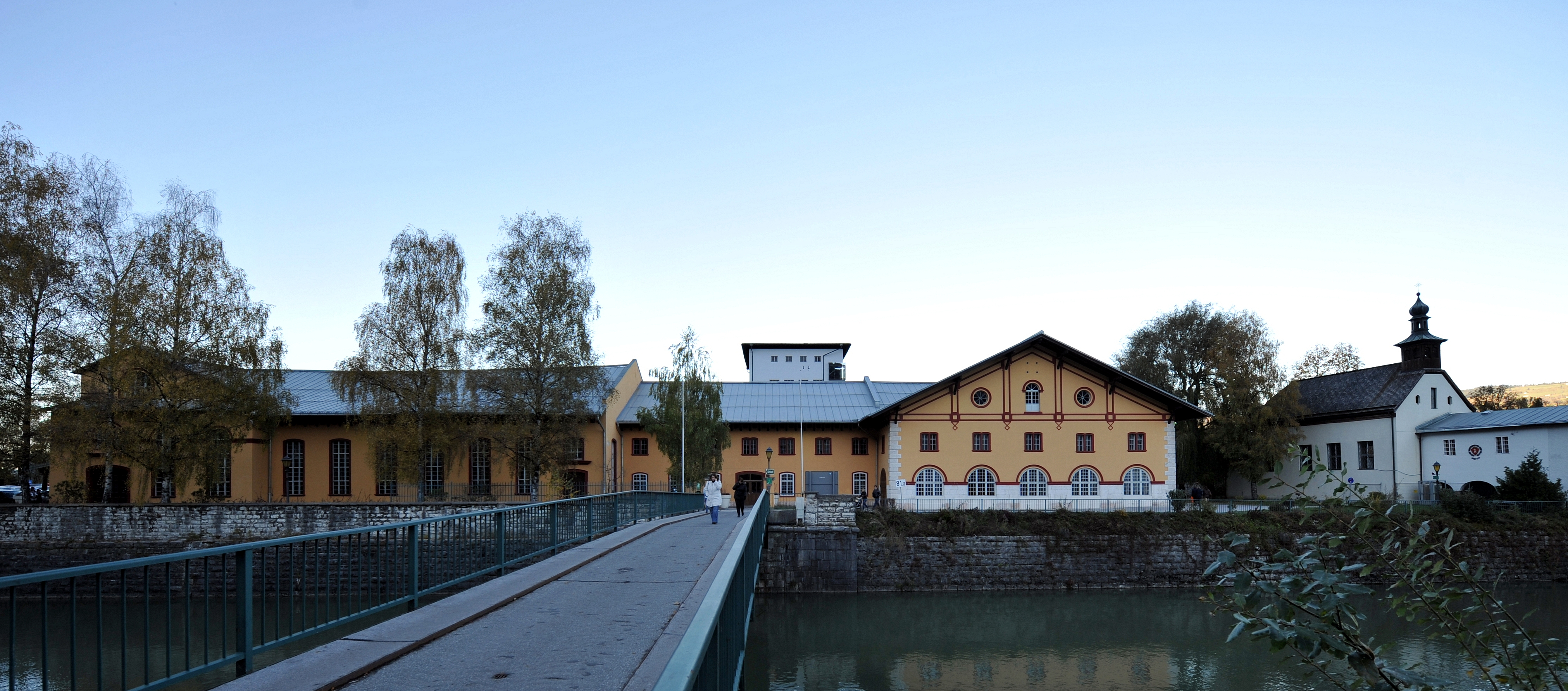
Старые солеварни на острове Пернер, где сегодня проходит Зальцбургский фестиваль

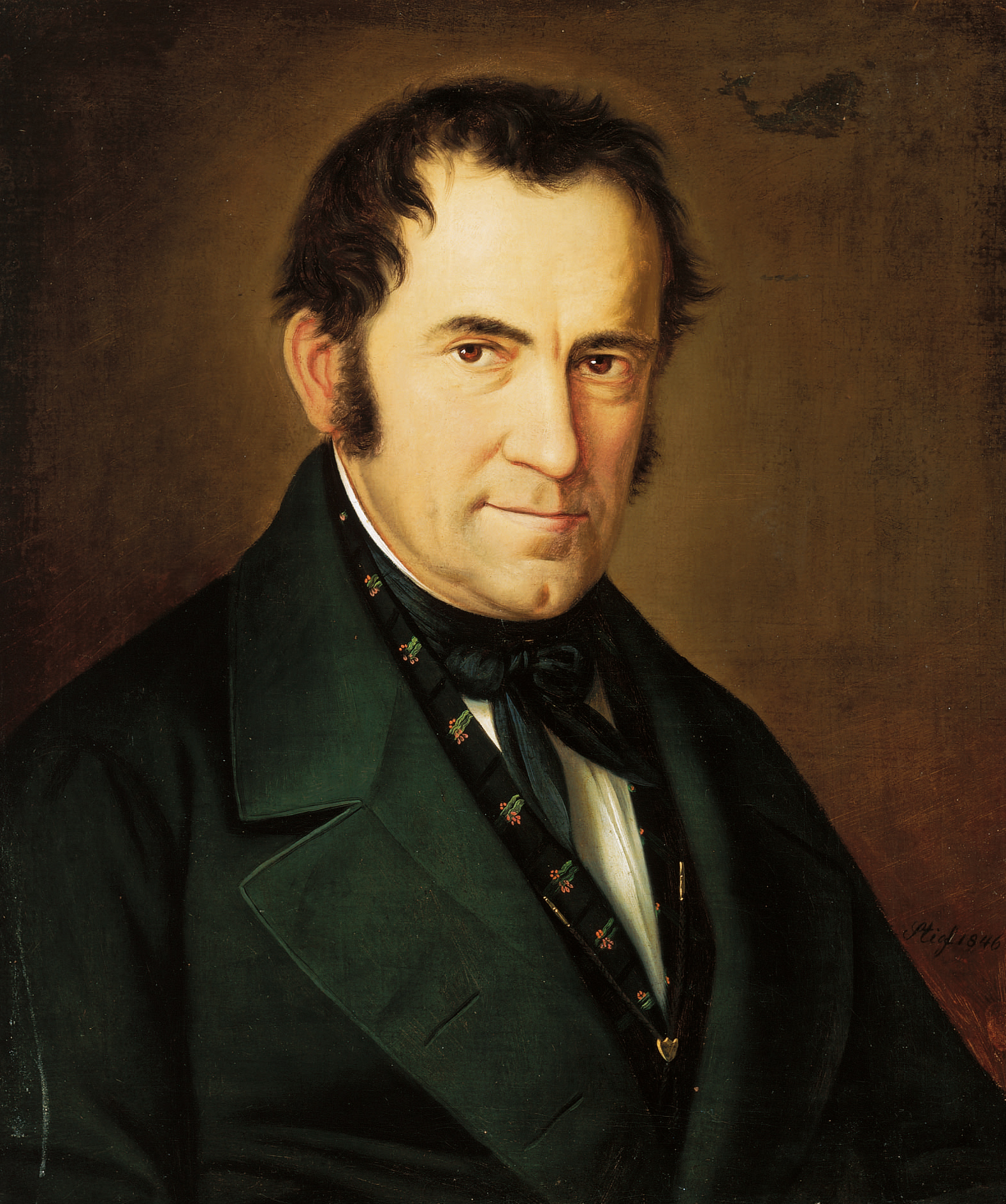
Франц Ксавьер Грубер

В Халлайне есть два музея, представляющих исторический и музыкальный интерес. В Keltenmuseum представлены артефакты и рассказы, описывающие ранние кельтские культуры: Гальштатскую и Латенскую, а также развитие соледобычи в регионе в средние века и эпоху Возрождения. В Музее «Тихой ночи» представлена информация, касающаяся сочинения одной из самых известных рождественских песен XIX века. Задокументированы жизнь и времена композитора Франца Ксавьера Грубера. В музее хранится гитара, первоначально использовавшаяся лириком Йозефом Мором, и несколько подписанных копий нот.

## Наводнение
17 июля 2021 года наводнение затопило город и нанесло ущерб нескольким районам.

## Фотографии

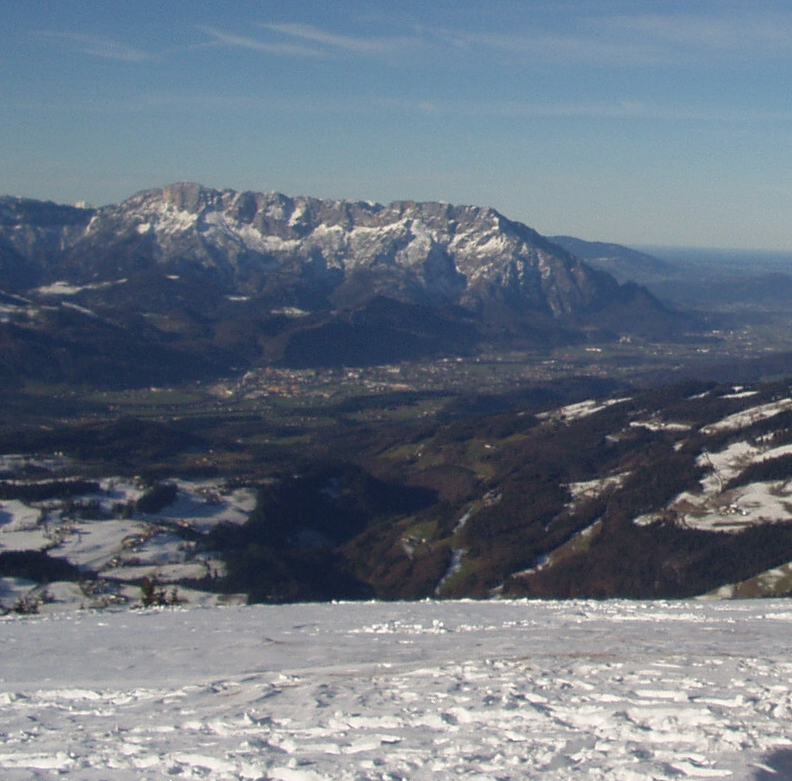
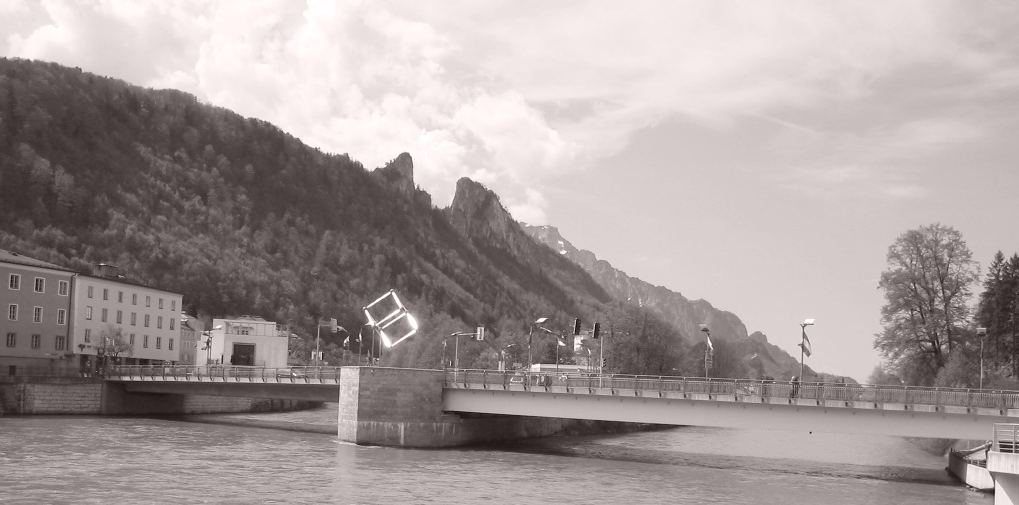
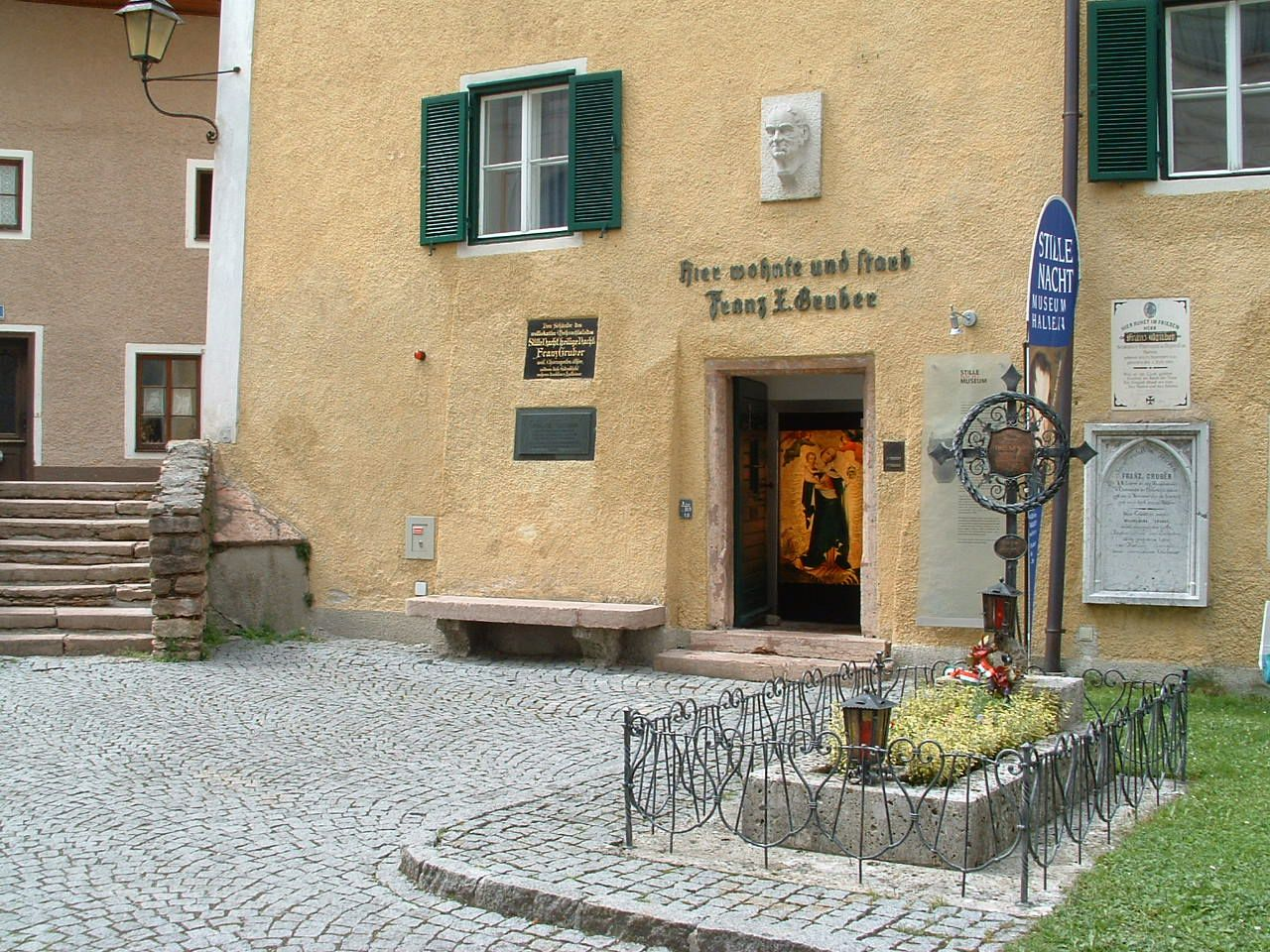
Музей